# 附廓水库
附廓水库是中国贵州省毕节市黔西县境内的一座水库，位于乌江水系皮甲河上，建于1965年。水库正常库容为1100万立方米，集雨面积为72平方千米，海拔为1286.5米。